# 김형미 (배우)
김형미(1986년 9월 22일 ~ )는 대한민국의 배우이다.

## 이력
1986년 서울특별시에서 출생하였고 지난 1999년 영화 "댄스 댄스"에서 스탭스 단원 역으로 출연한 적이 있으며 2008년 10월 KBS 한국방송공사 21기 공채 탤런트로 정식 데뷔했다.

## 학력
- 서울예술대학 연극과 전문학사

## 경력
- 2008년 KBS 공채 21기 탤런트
- 2008년 한국방송연기자협회 공채 연기자 1기

## 출연 작품

### 드라마
- 2009년 ~ 2009년 KBS2 월화드라마 《2009 전설의 고향》 - 강소현 역 (목각귀 편)
- 2011년 ~ 2011년 KBS2 단막극 《KBS 드라마 스페셜 연작 시리즈 - 사백년의 꿈》 - 다슬 역
- 2011년 ~ 2012년 KBS2 TV 소설 《복희 누나》 - 단역

### 영화
- 1999년 《댄스 댄스》 - 스탭스 단원 역
- 2014년 《우리별 일호와 얼룩소》 (2013년 作) - 놀이터사람들 (목소리), 채색 역
- 2014년 《그댄 나의 뱀파이어》 - 허지순 역
- 2015년 《조선명탐정: 사라진 놉의 딸》 (2014년 作) - 기생1 역

### 연극
- 2014년 ~ 2014년 《쯔루하시 세자매》 - 정림 역
- 2015년 ~ 2015년 《이카이노 이야기 2015 겨울잠프로젝트 》 - 양장 역